# フェルド・キケレツ

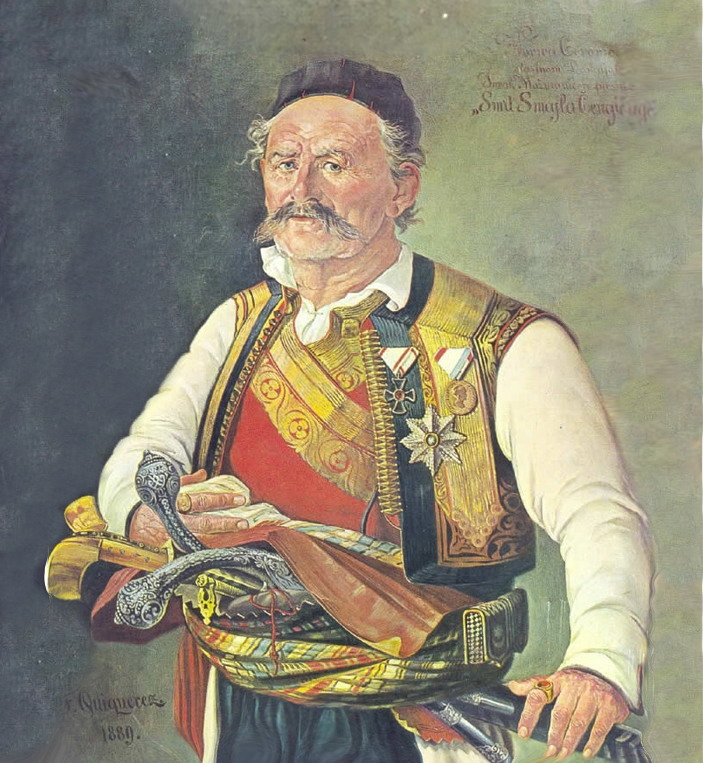
フェルド・キケレツ作、ノヴィツァ・セロヴィッチ（Novica Cerović）の肖像画(1889)

フェルド・キケレツ（Ferdo Quiquerez）として知られるフェルディナンド・フォン・キケレツ、名前の綴りは Ferdo Kikerec とも、1845年3月17日 - 1893年1月12日）は、現在のクロアチア（1868年にクロアチア＝スラヴォニア王国が成立）のザグレブなどで働いた画家である 。クロアチアの歴史を題材にした絵画を描いたことで知られている。

## 略歴
当時、オーストリア帝国であったハンガリーのブダペストで生まれた。父親はフランスに祖先を持つオーストリアの軍医で、母親はスロヴェニアのドイツ語話者の家族の出身であった。ザグレブで教育を受け、1年間オーストラリア軍に配属され、その後ザグレブに戻って大学に入学した。はじめ法律を
学ぶが美術に転じ、József Ferenc Mücke (1819-1883)に学んだ。1870年に奨学金を得て、ミュンヘン美術院で、ヨハン・レオンハルト・ラープ（Johann Leonhard Raab）やカール・フォン・ピロティに学んだ 。ミュンヘンで、クロアチア出身のイジドール・クルシュニャヴィ（Izidor Kršnjavi）と知り合い、当時キケレスはパリでで修行することを望んでいたが、クロアチアの美術を研究するこを勧められた。健康に恵まれなかったキケレスはヴェネツィア美術アカデミーに移り、ポンペオ・マリーノ・モルメンティのもとで修行を続け 、歴史や民話を題材にする作品を描くようになった。クルシュニャヴィとともにイタリアを旅し、フィレンツェでやローマ、ナポリ、ポンペイを訪れた。
1875年にはダルマチアを訪れ、オスマン・トルコとの戦闘に参加していた当時モンテネグロの王子であったニコラ1世のもとで働いた後、モンテネグロに移った。モンテネグロで軍功のあったモンテネグロの貴族ノヴィツァ・セロヴィッチ（Novica Cerović）の肖像画を描き、1876年にザグレブに戻った。
ザグレブでは中等学校の教師として働き、美術教師としても働きオトン・イヴェコヴィッチ（1869-1939）を教えた。
1878年からのオーストリア＝ハンガリー帝国によるボスニアでの軍事衝突では、オーストリア＝ハンガリー軍とともにブロドブロド地域に入り、戦闘の情景をスケッチした。
クロアチア北部のクラピナ＝ザゴリエの街 Marija Bistricaに新しく建てられた教会の装飾画も描いた。Lepoglavaの修道院の宗教画も描いたががこれは1880年の地震で被害を受けた。
1883年に結婚し、6年後に生まれた息子はスラヴォンスキ・ブロドの学校の教授となり、孫のVelibor Kikerec（1925-2006）は、第二次世界大戦中はパルチザンとして活動し、1991年からのクロアチア紛争ではクロアチアの国防次官を務めていた。
フェルド・キケレツは1893年にザグレブで亡くなった。

## 作品

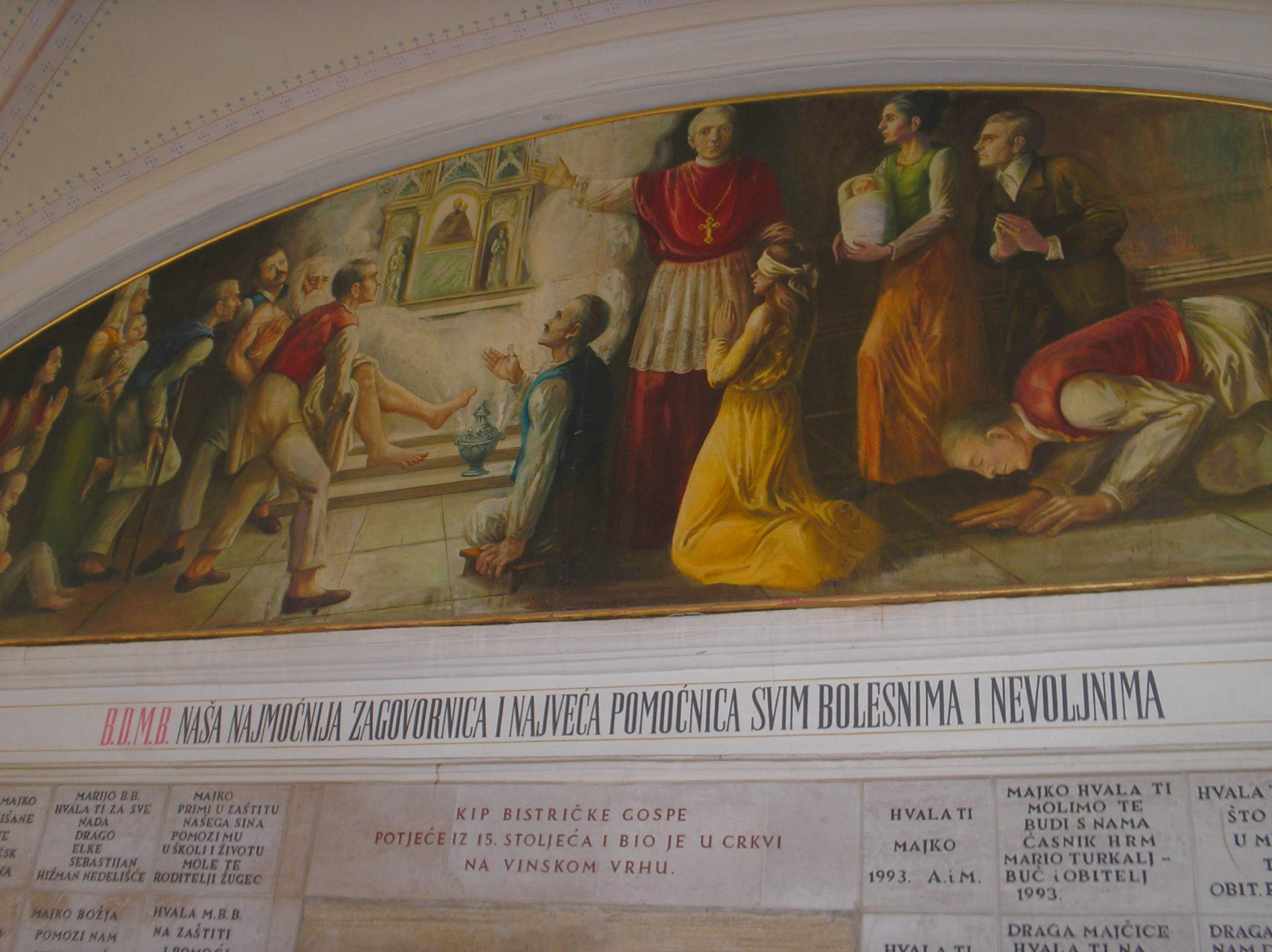
Marija Bistricaの教会の宗教画
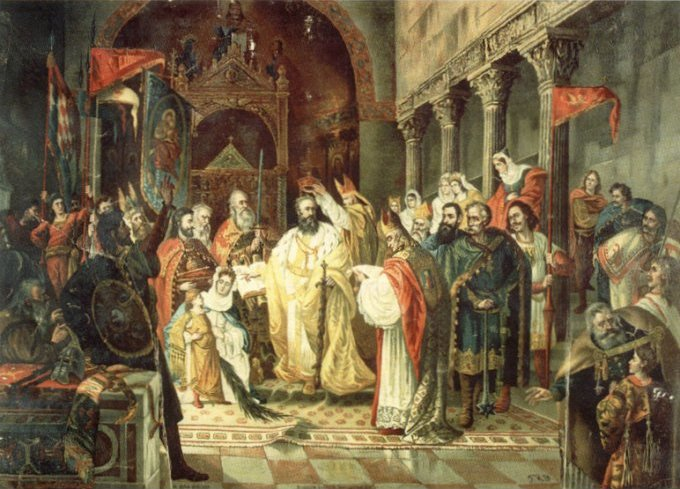
ズヴォニミール王の戴冠式
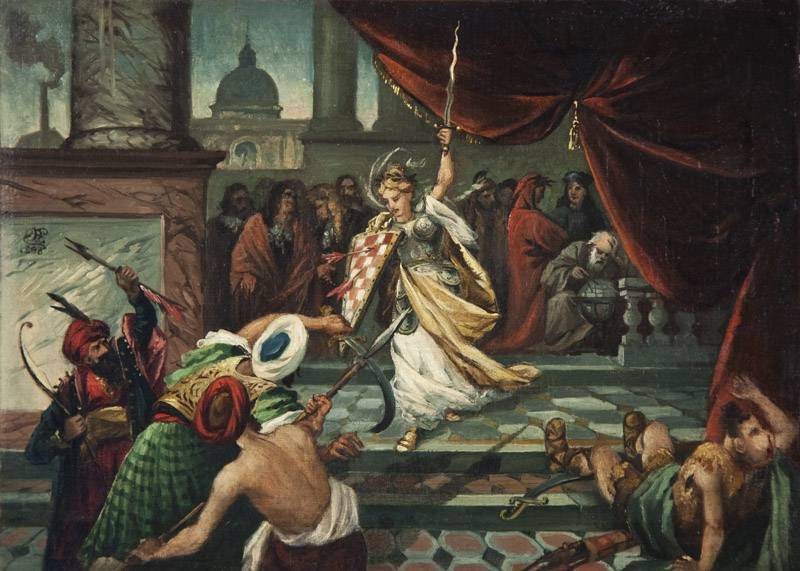
いにしえのキリスト教徒
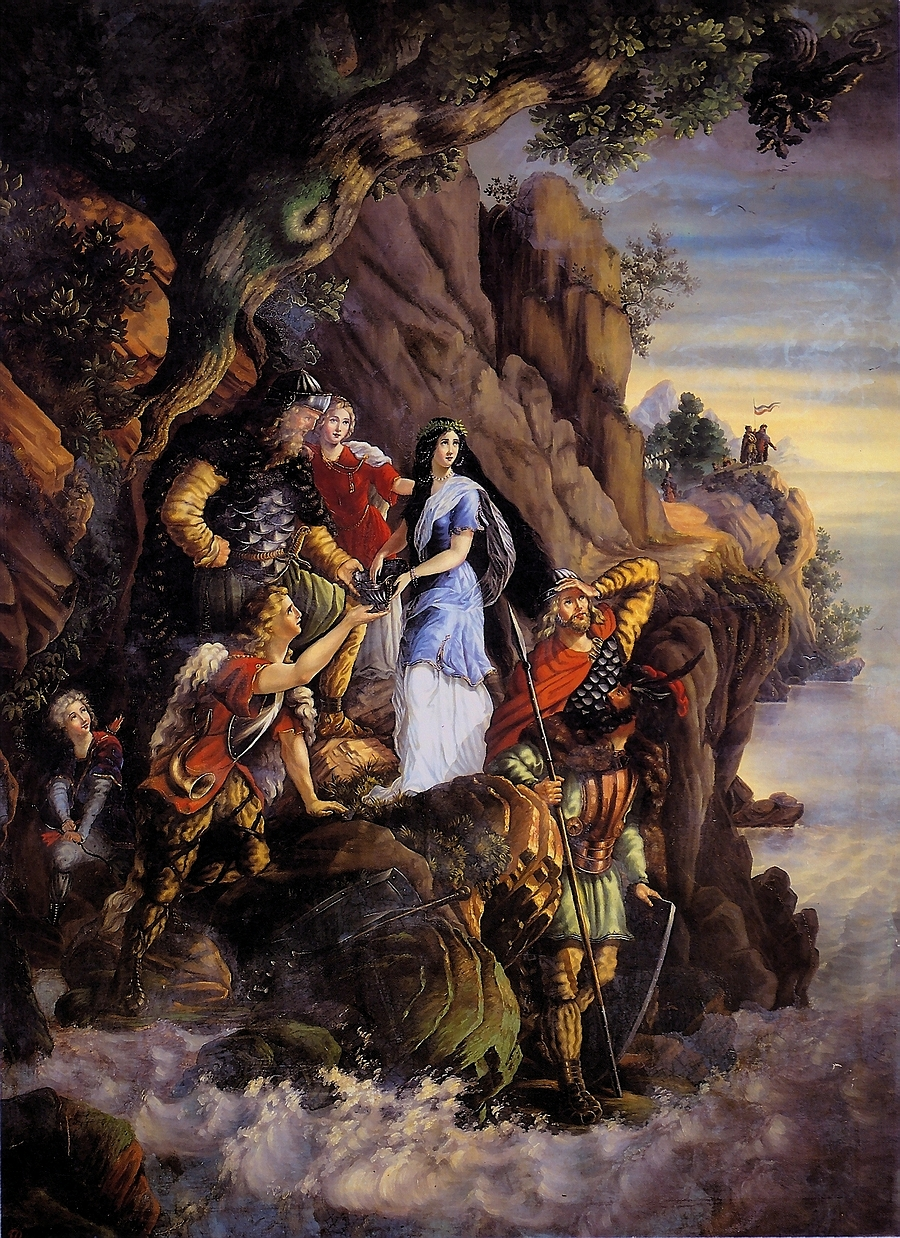
「クロアチア人の始祖のダルマチアの海への到着」(1870)